# República Socialista de Rumania
La República Socialista de Rumania (en rumano: Republica Socialistă România) fue el nombre oficial del estado rumano durante la segunda parte del período comunista del país (1965-1989), después de que inicialmente se llamara República Popular Rumana.
Durante este período, el país estuvo dirigido por Nicolae Ceaușescu, ocupando el puesto de secretario general del partido único, el Partido Comunista Rumano (PCR), al que se añadió, a partir de 1974, el cargo de presidente de la República Socialista de Rumania. El régimen comunista, bajo el liderazgo de Nicolae Ceaușescu, tuvo un carácter predominantemente dictatorial.

## Historia

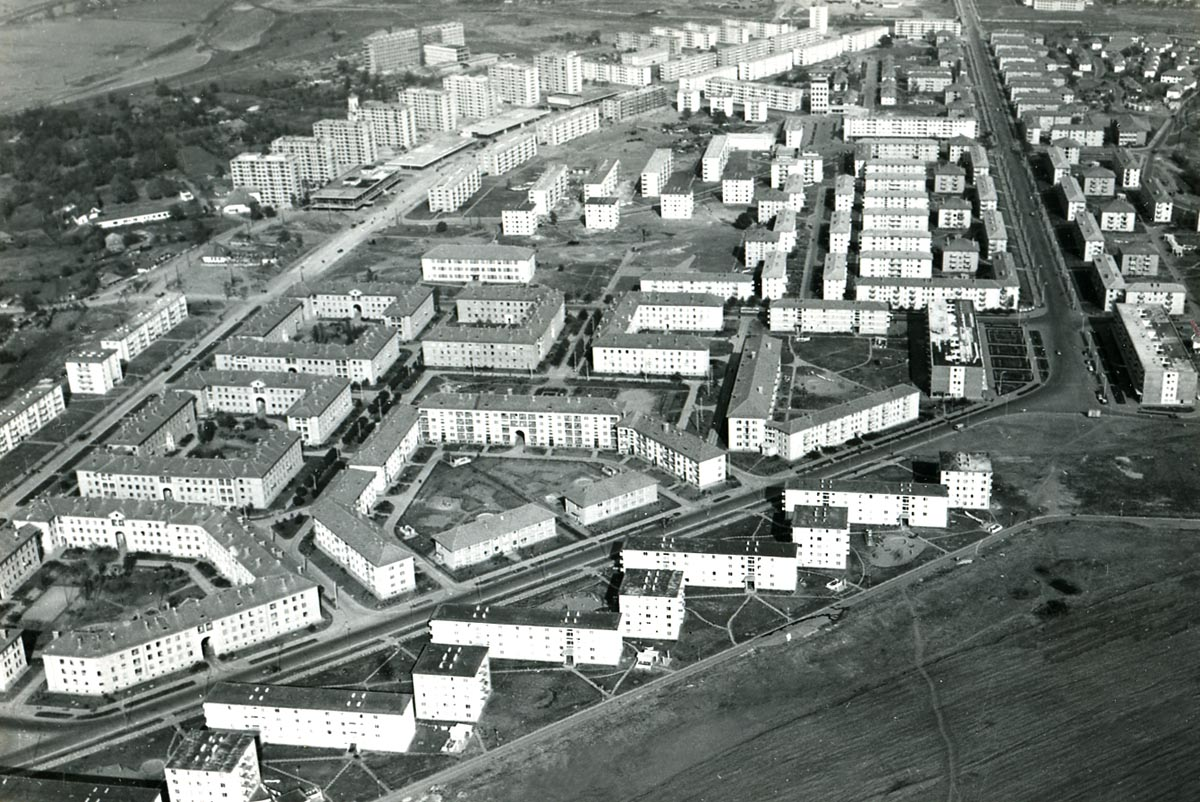
Centro de departamentos en los años sesenta en Oneşti.

Gheorghe Gheorghiu-Dej murió en 1965 en circunstancias poco claras. Después de una breve lucha por el poder, Nicolae Ceausescu pasó a liderar el partido. Si la política de Gheorghiu-Dej se consideraba conservadora-estalinista en comparación con la nueva línea política jruschovista, Ceausescu inicialmente parecía reformista en comparación con el neoestalinismo de Leonid Brezhnev.
En 1965, el nombre del país fue cambiado a República Socialista de Rumania, y el del partido a Partido Comunista Rumano.
En sus primeros años al frente del partido, Ceausescu fue popular tanto en el país como en el extranjero. El suministro de alimentos era bueno, los bienes de consumo comenzaron a reaparecer, la censura se debilitó y hubo una apertura cultural hacia Occidente. El momento más popular de Ceausescu fue cuando dio el discurso que condenó la invasión soviética de Checoslovaquia en 1968. sin embargo, su popularidad en el país comenzó a decaer, a pesar de su buen nombre en el exterior. Rumania tenía buenas relaciones con los gobiernos occidentales y con las instituciones internacionales como el Fondo Monetario Internacional y el Banco Mundial. Durante la época de Ceausescu, Rumanía estableció o mantuvo relaciones diplomáticas con países como Alemania Occidental, Israel, China o Albania, que por diversas razones habían tensado las relaciones con Moscú.

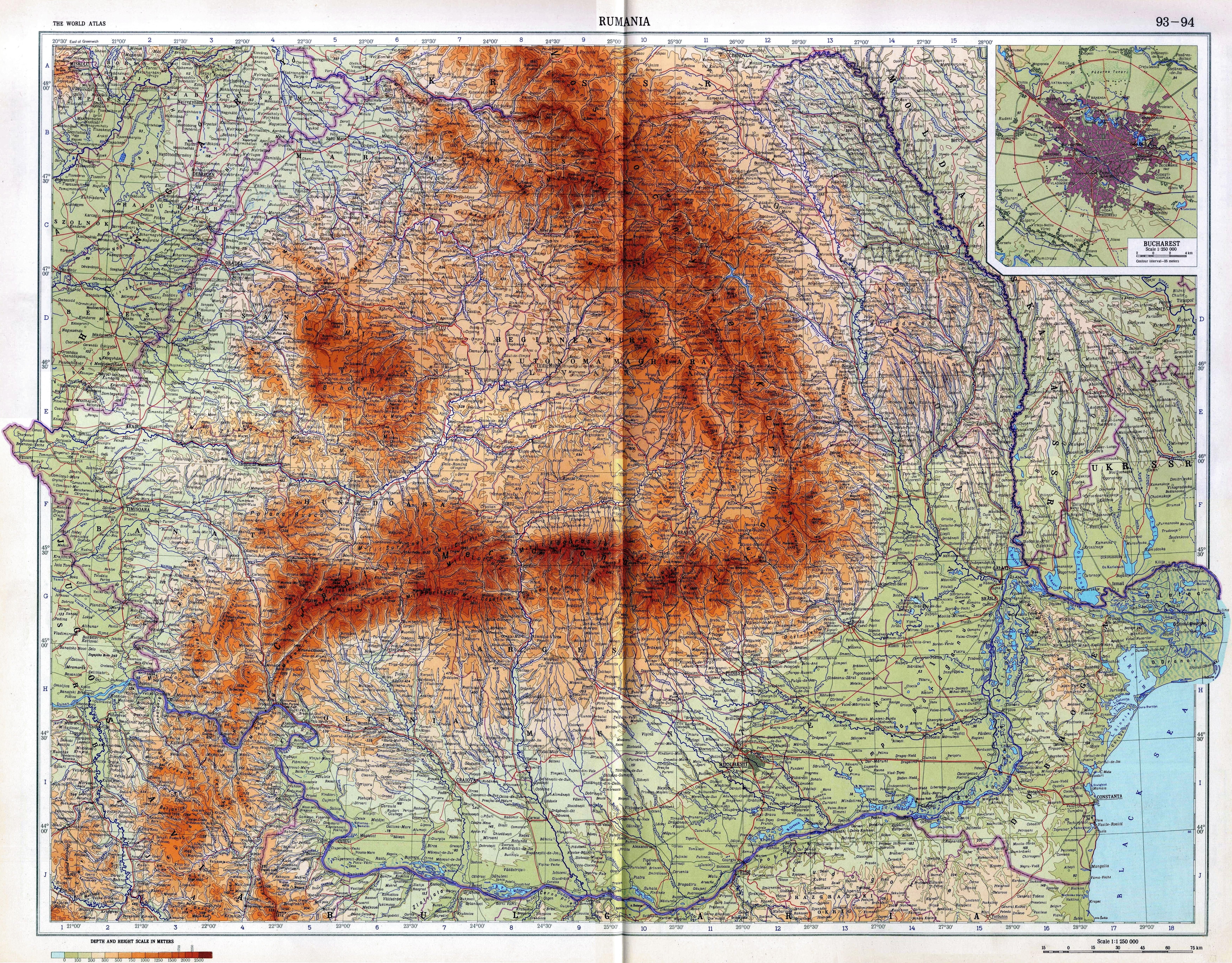
República Socialista de Rumania en 1967 (antes de la reforma administrativa de 1968)

Sin embargo, el período de libertad y prosperidad fue corto. Desde el comienzo de su mandato en el poder, en 1966, Ceausescu decidió introducir una nueva política demográfica, Prohibendo el aborto, la anticoncepción y apoyando el aumento de la natalidad.
Durante esa época hubo numerosas violaciones de derechos humanos, abusos propios de los estados autoritarios: una policía secreta muy represiva, una censura excesiva, el establecimiento de residencias forzosas para los opositores al régimen, pero no en la misma escala que en la década anterior.
Durante el régimen de Ceausescu se produjo un proceso de negociación entre Rumanía, por un lado, e Israel y Alemania Occidental, por otro, mediante el cual estos dos últimos pagaron sumas de dinero para permitir la emigración de ciudadanos rumanos de etnia judía o alemana. El Decreto del Consejo de Estado nº 402 del 1 de noviembre de 1982 dispuso lo siguiente: “Las personas que soliciten y obtengan autorización para el establecimiento permanente en el extranjero están obligadas a pagar íntegramente las deudas que tengan con el Estado, las unidades socialistas y otras organizaciones También están obligados a pagar toda la manutención y cualquier otra deuda contraída con las personas. Las personas que han sido aprobadas para el establecimiento permanente en el extranjero están obligadas a reembolsar, en moneda extranjera, al estado rumano, los gastos incurridos para la escolarización, especialización y perfeccionamiento, incluidas las becas, en la educación secundaria, de posgrado y de doctorado". Los montos pagados por el estado alemán para compensar las tasas de matrícula se dividieron en categorías según el nivel de educación de las personas.

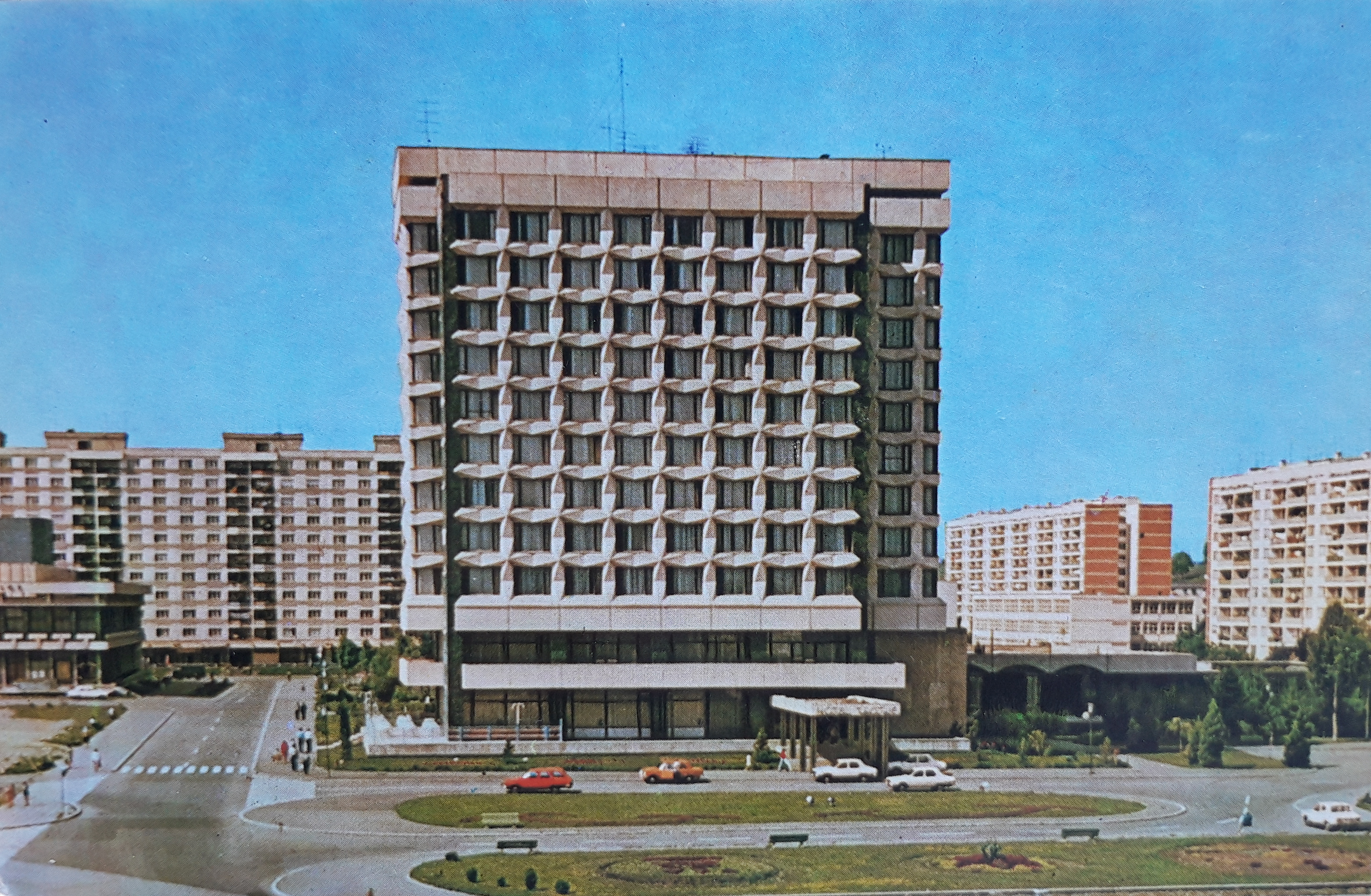
Hotel ubicado en Oneşti durante los la década de los ochenta.

Ceausescu continuó la política de industrialización iniciada por Gheorghiu-Dej, pero su éxito fue menos significativo que en la época de su predecesor.
Después de una visita a Corea del Norte en 1971, Ceausescu inició una política megalómana  para cambiar el país (1974), a través de la llamada "sistematización del territorio". Gran parte de Bucarest fue demolida para dar paso a proyectos faraónicos como la Casa del Pueblo, el Centro Cívico, el Bulevar de la Victoria del Socialismo, etc. La caída del régimen de Ceausescu tras la revolución rumana de 1989 detuvo el proceso de demolición de pueblos y ciudades, pero dejó muchos edificios sin terminar, como la Biblioteca Nacional, el Centro Cultural Rumano (el nuevo edificio de la Ópera) y la Casa de la Radio. Durante la campaña de demolición de finales de los ochenta, se derribaron muchos edificios de gran valor histórico y artístico, la capital recibió el sobrenombre de " Ceausima " -una amarga alusión a Hiroshima-.

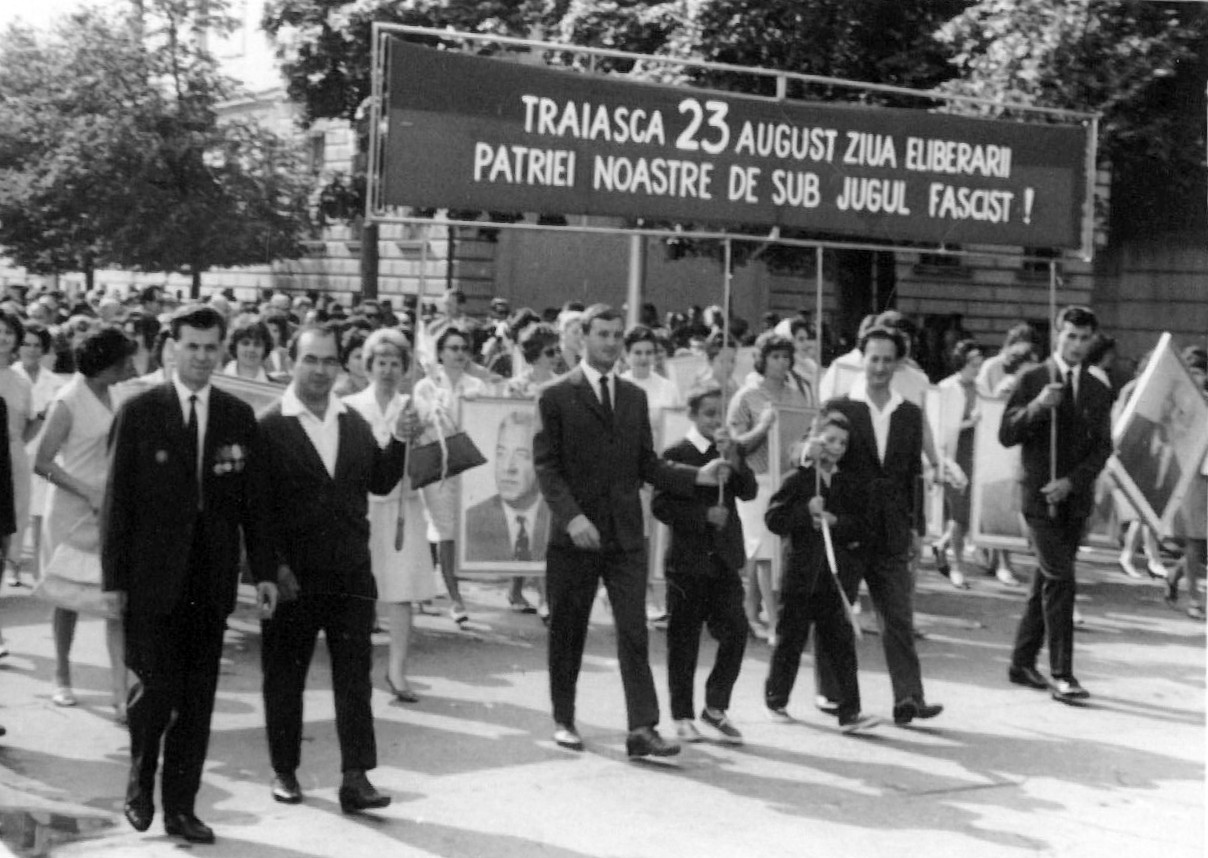
Desfile del 23 de agosto

A mediados de la octava década, Bucarest, como muchas otras ciudades, se había desarrollado, extendiéndose especialmente hacia el sur, este u oeste, mediante la construcción de barrios dormitorio en las afueras de la ciudad, algunos, como Drumul Taberei, con un alto valor arquitectónico. En la capital se han llevado a cabo varios planes de conservación de monumentos (especialmente en la sexta década y principios de la séptima década), pero los programas de conservación se detuvieron después de que Ceausescu lanzara lo que se conoce como "La pequeña revolución cultural". La nueva orientación cultural-política del régimen fue decidida por Ceausescu tras sus visitas a Corea del Norte y la República Popular China.
El gran terremoto de 1977 causó grandes daños a Bucarest, varios edificios se derrumbaron, muchos sufrieron graves daños. El terremoto fue uno de los pretextos utilizados para iniciar una demolición a gran escala de la Capital, demolición mediante la cual se destruyeron no solo edificios gravemente dañados y sin valor histórico y cultural, sino también monumentos de gran importancia histórica o joyas arquitectónicas como el Monasterio de Văcărești (construido en 1722), Iglesias Sfânta Vineri (construida en 1645) y Enei (1611), También Monasterios como Cotroceni (1679) y Pantelimon (1750), Además de Estadios Como el estadio Estadio ANEF, (Construido en 1926). Incluso el Palacio de Justicia, obra de uno de los arquitectos rumanos más famosos, estaba previsto para su demolición a principios de la década de 1990, como muestran los planos de sistematización.[cita requerida]
Así, en lugar de una política de reconstrucción, la ciudad fue sometida a demoliciones que dieron paso a nuevas construcciones monumentales. En 1990, un análisis del Sindicato de Arquitectos indicaba que se habían destruido más de 2.000 edificios, 77 de ellos de gran valor arquitectónico, la mayoría de estos edificios estaban en un muy buen estado. Entre los edificios a ser demolidos estaba la Estación del Norte, que estaba programada para ser demolido en 1992.[cita requerida]

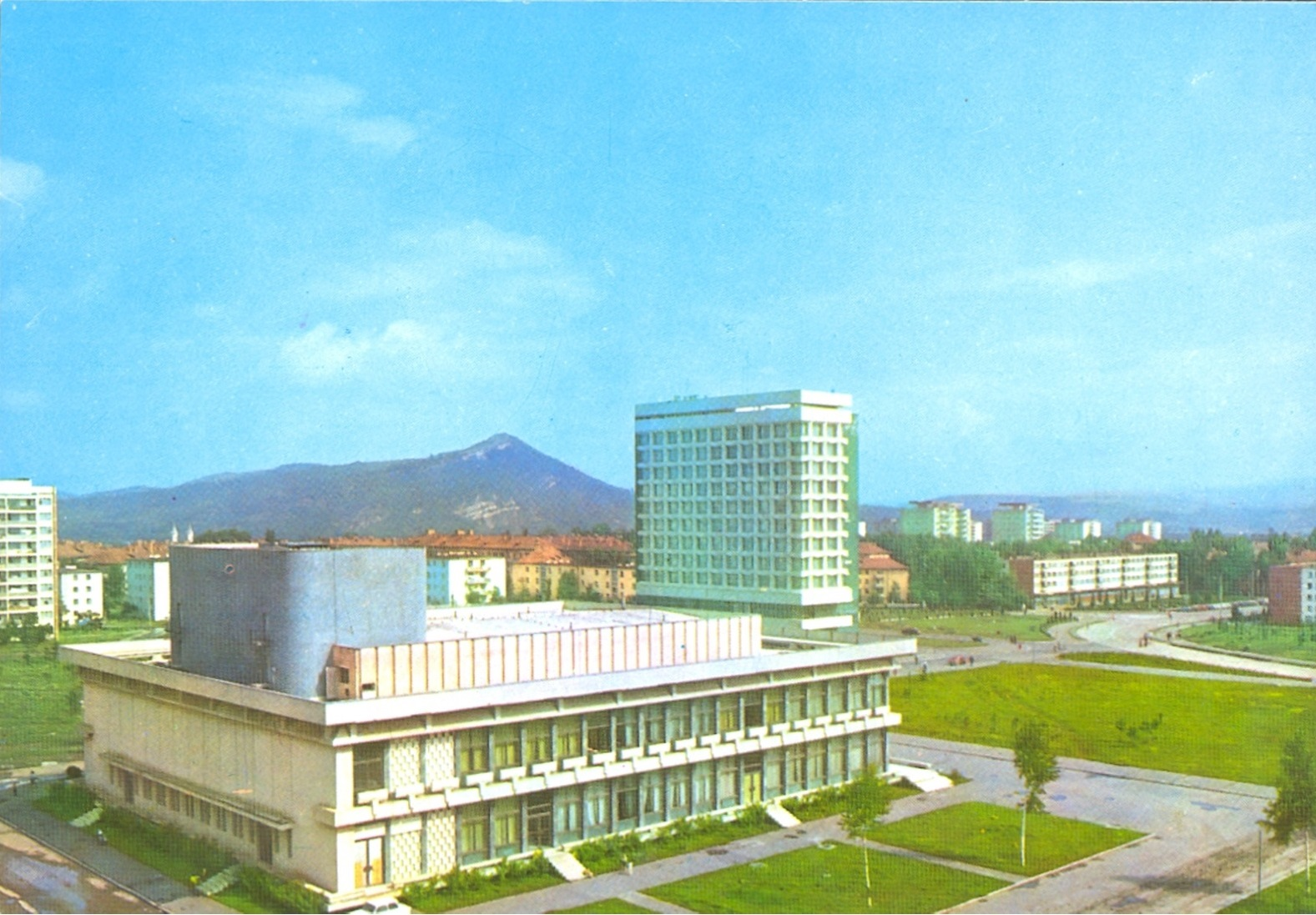
Hotel rumano entre 1965 y 1977.

La Rumanía socialista tenía sistemas de salud y educación relativamente buenos, al nivel de los de otros países desarrollados. Sin embargo, su nivel cayó hacia fines de la década de 1980, cuando había escasez de medicamentos, dispositivos médicos, etc. Como ejemplo de las consecuencias de la desastrosa situación, podemos mencionar que debido a la falta de jeringas estériles y las transferencias de sangre realizadas en condiciones poco profesionales y antihigiénicas, muchos niños se infectaron con el VIH.[cita requerida]
No todos los proyectos industriales de esta era resultaron ser un fracaso: por ejemplo, Rumania construyó un sistema de energía eficiente y una red de distribución de energía muy desarrollada. Durante los años de Ceausescu se construyó el Metro de Bucarest y un gran número de viviendas en diferentes ciudades del país.
En la década de los ochenta, Ceausescu se obsesionó con la idea de devolver la deuda externa contraída en Occidente y construir un enorme palacio (La Casa del Pueblo), junto a un barrio monumental como grandioso ( Centro Cívico y Bulevar de la Victoria del Socialismo). Esto llevó a una crisis de suministro de alimentos y consumo. Después de 1984, a pesar de los buenos años agrícolas y la alta producción de alimentos, se introdujo la racionalización de los alimentos básicos (como un "medio para reducir la obesidad").

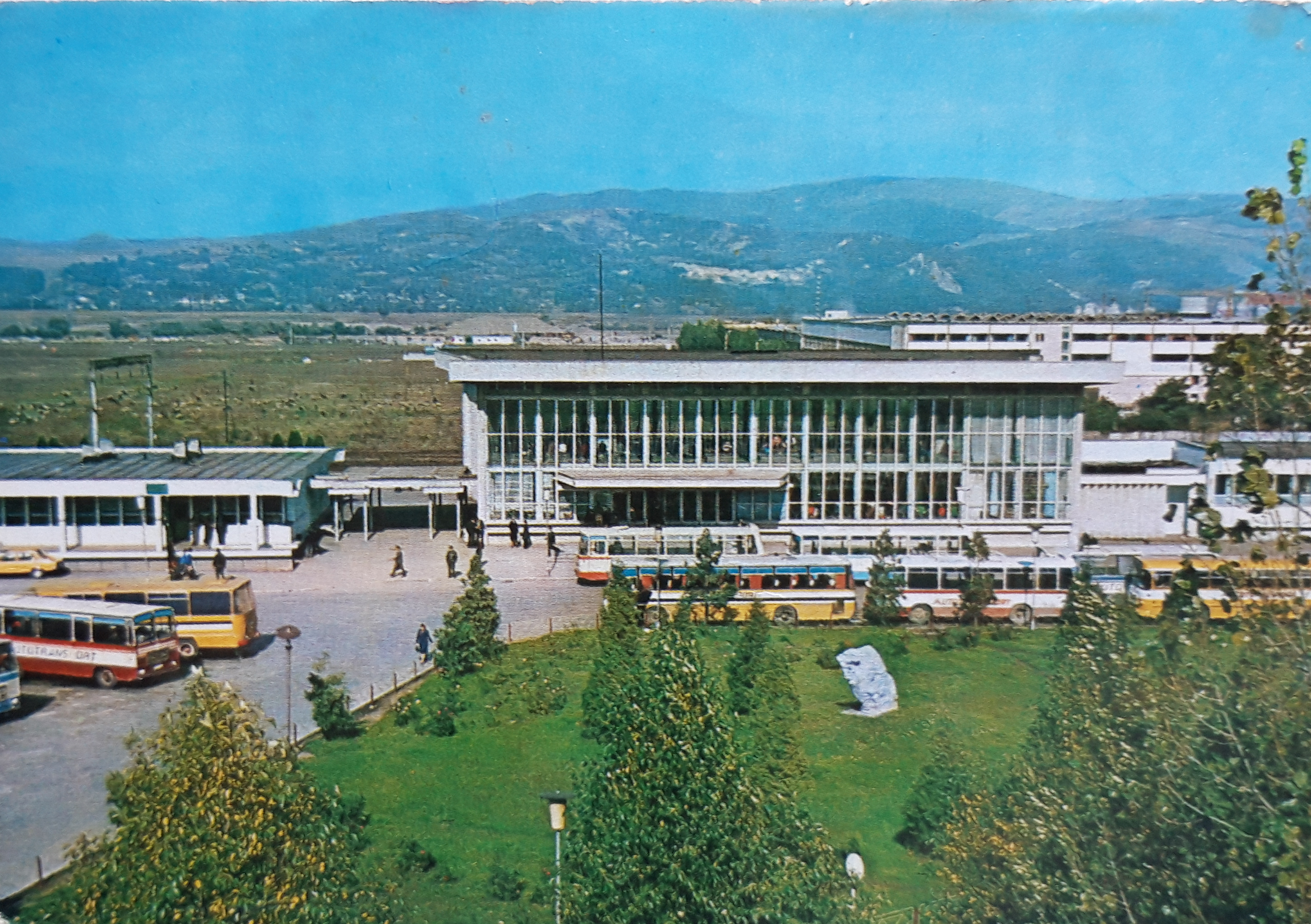

El pan, la leche, la mantequilla, el aceite comestible, el azúcar, el cerdo, la ternera y el pollo se racionalizaron hasta la caída del régimen comunista en 1989, y las raciones siguieron disminuyendo. Si bien la mayoría de los bienes de calidad se exportaban, los bienes que no se exportaban llegaban con mayor frecuencia al mercado interno. El dinero obtenido de las exportaciones se utilizó para pagar la deuda externa y, luego de pagar hasta la última cuota, para continuar con una industrialización forzada.
Los rumanos consumían grandes cantidades de "Restos de pollo", aceite de girasol comestible y maíz, ""salami de soja", "sustituto del café", "nechezol" y pescado de mar para reemplazar la carne necesaria.. Incluso estos productos eran difíciles de encontrar, tiempo durante el cual hubo un florecimiento sin precedentes del mercado negro. 
Para 1985, a pesar de la alta refinación de crudo, la gasolina se racionalizó estrictamente, se limitó el tráfico y se "suspendió temporalmente" el tráfico en invierno para los automóviles particulares. Muchos autobuses y taxis se los adaptó para que operaran con Gas Natural. La electricidad se cortaba para mantener la industria pesada en funcionamiento. Sin embargo, los cortes de energía arbitrarios eran comunes. Se redujo el alumbrado público y el programa de televisión nacional se redujo a dos horas diarias. Se detuvo la transmisión de la segunda televisión nacional y las radios.

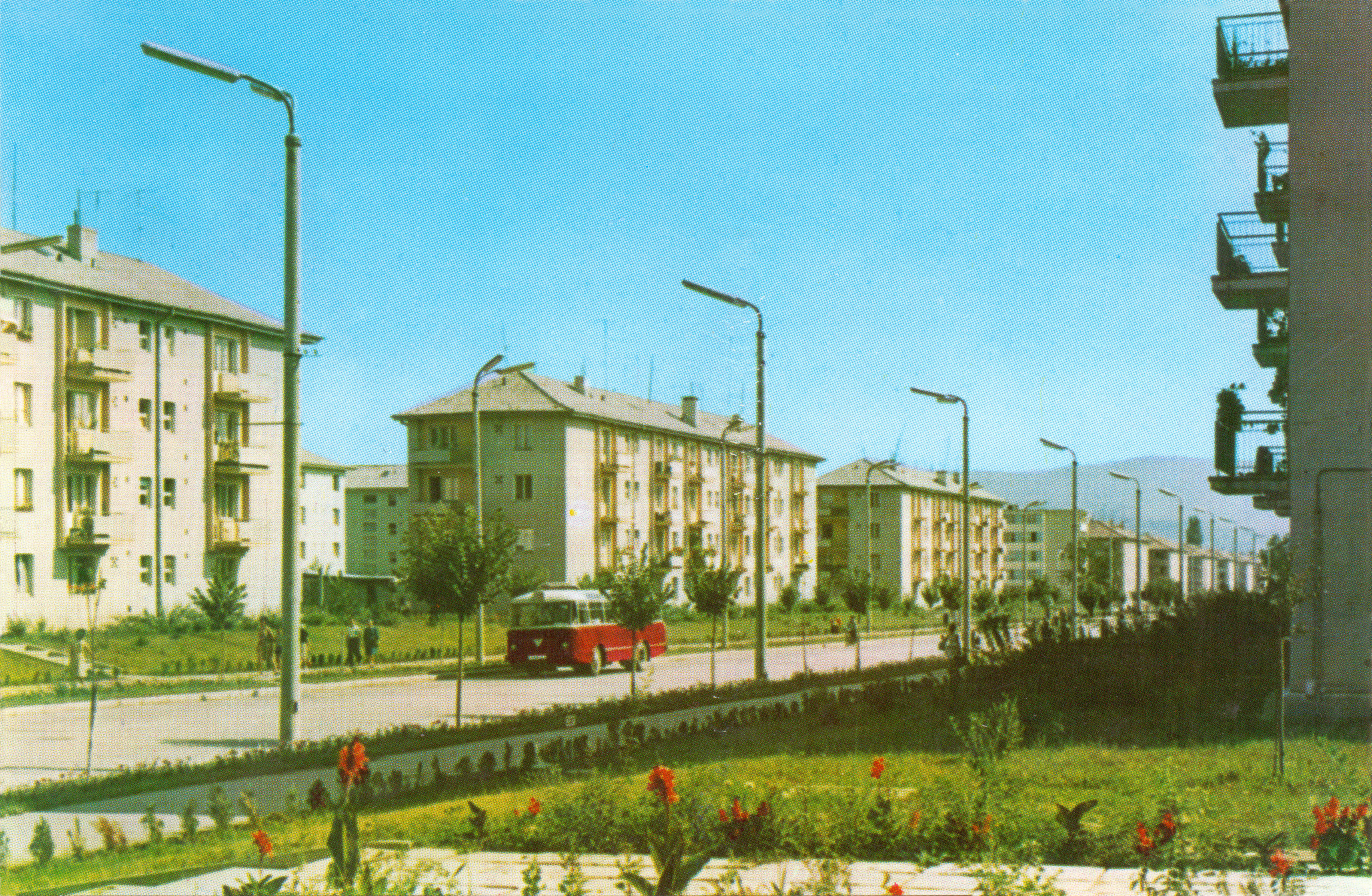

Se redujo la distribución de agentes térmicos durante el invierno y el agua caliente, viéndose obligada la población a recurrir a diferentes improvisaciones o, como expresó Ceaușescu en un discurso, los rumanos llevaban "un abrigo extra". Un decreto de 1988 dispuso que la temperatura en todos los espacios públicos se mantuviera por debajo de los 16 o C durante el invierno. El horario de funcionamiento de las tiendas se modifico para utilizar solo luz natural tanto como sea posible. En el mercado negro, los cigarrillos Kent y el café natural se convirtieron  en moneda de cambio, utilizándose para comprar cualquier bien o servicio. La posesión de moneda extranjera estaba prohibida, los pocos rumanos que tenían acceso legal a ellas podían usarla exclusivamente para la compra de bienes en la red de tiendas estatales especializadas conocidas como Comturist.

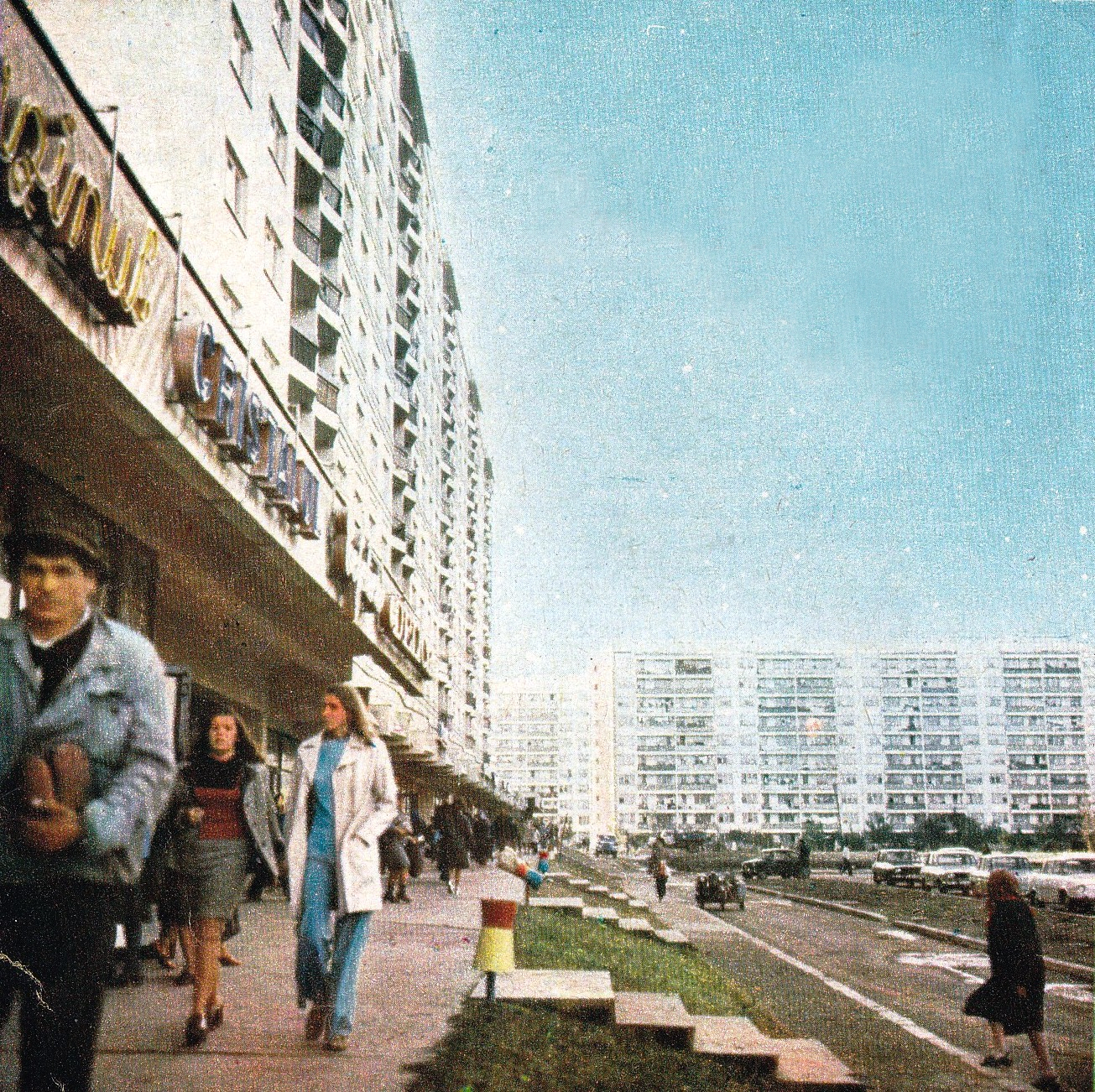
Calle del municipio Gheorge Gheorghiu-Dej en los años setenta.

La salud de la población se deterioro con la disminución significativa de las importaciones de medicamentos.[cita requerida]
El control sobre la empresa en su conjunto se volvió mucho más estricta, la censura se extendió y la Securitate reclutó nuevos agentes de inteligencia y aumentó el número de estaciones telefónicas bajo su observación. Aumentaron el número de rumanos que tenían archivos de seguimiento. Según las revelaciones, en 1989 uno de cada tres rumanos era informante de la Securitate. Bajo estas condiciones, El turismo disminuyó sustancialmente en un 75%, las agencias de viajes extranjeras más importantes que organizaban vacaciones a Rumania abandonaron el país en 1987.
El Canal Danubio-Mar Negro, después de un esfuerzo de casi una década, se puso en funcionamiento. Se inició la construcción del Canal Danubio-Bucarest. La construcción de este canal se abandono en 1990. Se pusieron en funcionamiento varios canales de riego. Se realizaron esfuerzos para mejorar el sistema ferroviario mediante la electrificación de varias líneas principales y la creación de un moderno sistema de control de tráfico. Se aumento el número de centrales hidroeléctricas (la más importante fue las Puertas de Hierro en el Danubio) y se comenzó la construcción de una central nuclear en Cernavoda. La flota marítima se convirtió en una de las más grandes del mundo, equipada con barcos construidos en varios astilleros, siendo el más importante el de Constanța. Se construyó un nuevo puerto marítimo, el Puerto de Constanța Sud-Agigea. En el país se construyeron varias fábricas de construcción de maquinaria, química y procesamiento de petróleo.
El legado negativo de este período fue que la industria pesada sobredimensionada, utilizaba métodos de producción obsoletos se consumía grandes recursos y se producía bienes de bajo valor o complejidad.[cita requerida] La capacidad de refinación del país fue 10 veces superior a la necesaria, la producción de acero aumento entre 2 y 5 veces y la producción de aluminio superó 5 veces las necesidades del país. Gran parte de esta superproducción no podía venderse  a precios que justificaran la importación de materias primas. La industria ligera estaba subdesarrollada y la producción de bienes de consumo estaba en un nivel ridículamente bajo.  La red nacional de carreteras estaba en muy mal estado, estando al nivel de la década de 1950, la única carretera en buen estado era la de Bucarest-Pitesti que tenía una longitud de unos 100 kilómetros.

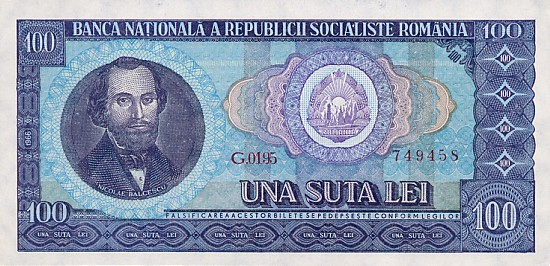
Billete de 100 lei edición de 1966 (anverso)

La red telefónica Rumana era una de las peores de Europa, con tecnologías de los años 30 y 60 y un número insuficiente de estaciones telefónicas. En Rumania, en 1989 había aproximadamente 700.000 estaciones telefónicas con una población de 23 millones de ciudadanos. La estaciones de televisión nacional transmitían solo 2 horas al día durante la semana, principalmente material de propaganda, la mayoría de los rumanos optan por ver las transmisiones de televisión de los estados vecinos (Bulgaria, Serbia, Hungría o la Unión Soviética), en áreas donde su señal era lo suficientemente fuerte, usando antenas artesanales o pequeñas antenas parabólicas. Casi no había computadoras personales en la población, en las empresas estatales había una pequeña cantidad de computadoras, utilizadas para la producción.

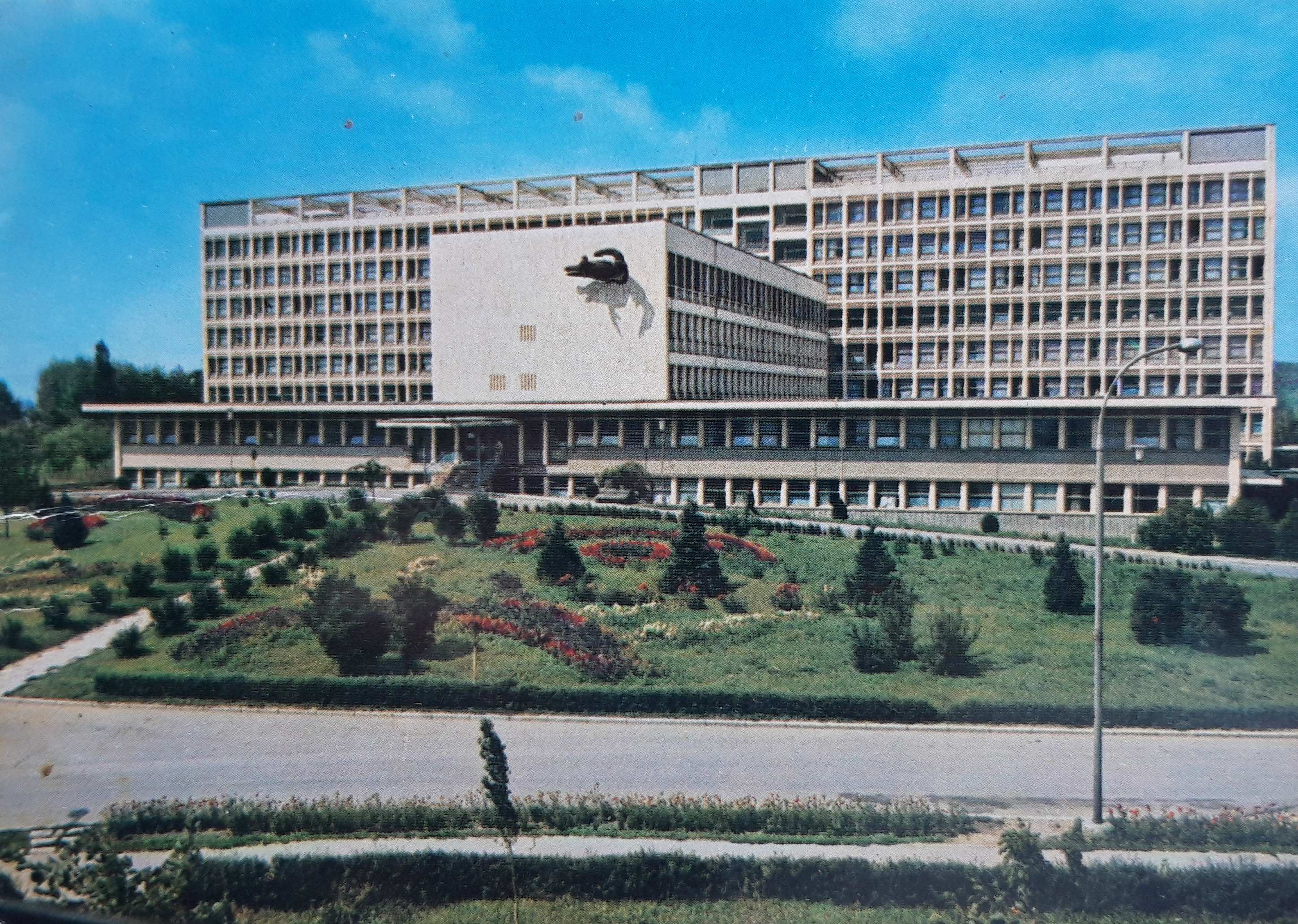

Se realizaron inversiones en la industria sin ninguna preocupación por la protección del medio ambiente. Los niveles de contaminación eran muy altos incluso para los estándares más permisivos de la Europa del Este. Entre las empresas más contaminantes estaban la fábrica de humo negro de Copșa Mică y la planta siderúrgica de Hunedoara. Ceausescu aprobó planes, parcialmente implementados, para el drenaje de grandes extensiones de tierra en el delta del Danubio y para la explotación agrícola de la zona

## Política económica
Ceaușescu rehusó poner en práctica medidas de liberalismo económico. La evolución de su régimen siguió la ruta empezada por Gheorghiu-Dej. Continuó con el programa de industrialización intensiva encaminado a la autosuficiencia económica del país que desde 1959 ya había duplicado la producción industrial y había reducido la población campesina de un 78% a finales de los años 40 a un 61% en 1966 y un 49% hacia 1971. Sin embargo, para Rumania, a semejanza de otras repúblicas populares del Este, la industrialización no supuso la total ruptura social con el campo. Los campesinos regresaban periódicamente a las aldeas o residían en ellas, desplazándose diariamente a la ciudad en una práctica denominada naveta. Ésta permitía a los rumanos ejercer como campesinos y obreros al mismo tiempo.
Fueron fundando además universidades en ciudades pequeñas de Rumanía que sirvieron para formar a profesionales cualificados, como ingenieros, economistas, planificadores o juristas, necesarios para el proyecto de industrialización y desarrollo del país. La sanidad rumana también alcanzó mejoras y reconocimiento por parte de la Organización Mundial de la Salud (OMS). En mayo de 1969, Marcolino Candau, Director General de esta organización, visitó Rumanía y declaró que las visitas del personal de la OMS a diversos establecimientos hospitalarios rumanos habían suscitado una impresión extraordinariamente buena.
Las transformaciones sociales y económicas se tradujeron en una mejora de las condiciones de vida de los rumanos. El crecimiento económico permitió unos mayores salarios que, combinados con los beneficios que el Estado ofrecía (asistencia médica gratuita, pensiones, educación universal gratuita a todos los niveles, etc.) supusieron un salto en comparación con la situación de la población rumana anterior a la Segunda Guerra Mundial. Así mismo, se permitieron ciertas retribuciones extra para los campesinos, los cuales comenzaron a producir más.

## Las consecuencias

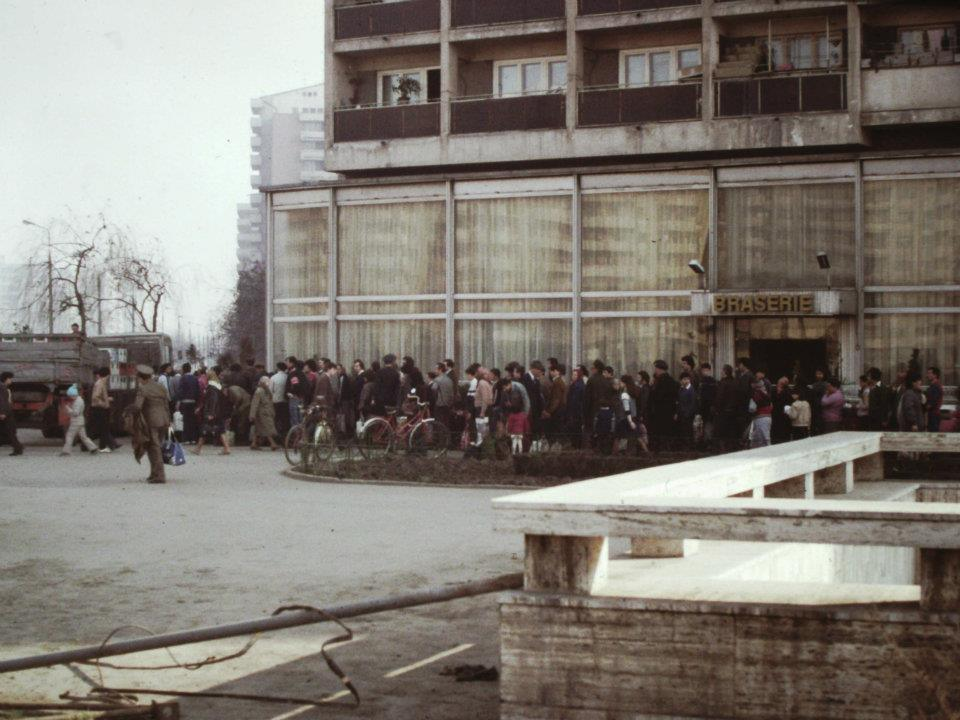
Residentes de Bucarest haciendo cola en Bucur-Obor, en 1986

### Industria

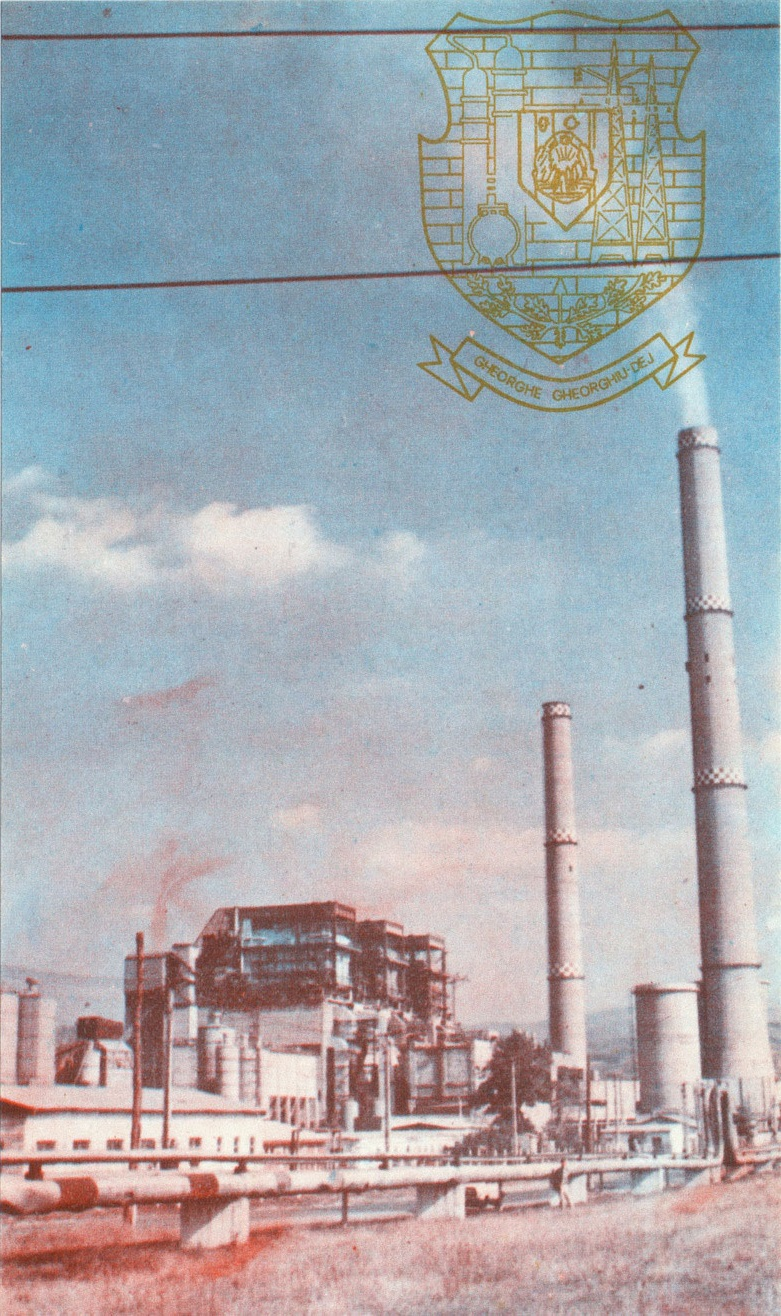

Las ramas en las que la política económica del partido fue sumamente impredecible fueron la siderúrgica y la petroquímica.

#### industria metalúrgica
En 1975 Rumania importó 10.878.700 toneladas de mineral de hierro y produjo 449 kg de acero per cápita. Porque la producción prevista tenía que llegar a 1000 kg, además de la gigantesca planta de Galați, se construyó otra de dimensiones similares en Călărași ; En 1981, las importaciones de mineral de hierro aumentaron a 15.016.000 toneladas.

#### Petroquímica

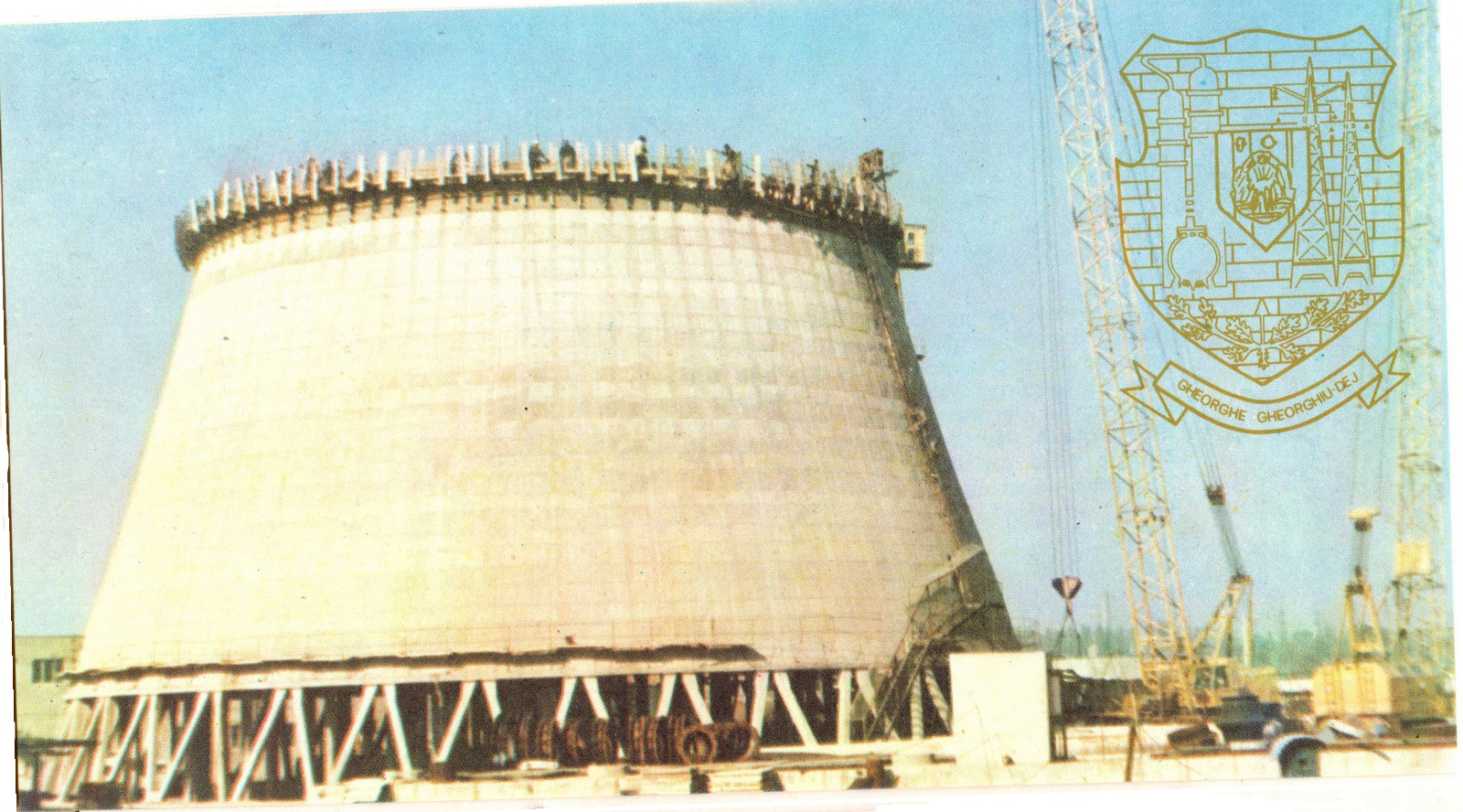

Aunque la producción nacional de petróleo siguió disminuyendo después del año de 1976 (1976 = 14 700 000 toneladas, 1981 = 11 600 000 toneladas) y a pesar de la crisis del petróleo posterior a 1973, se aumentó su capacidad de refinación de 18 500 000 toneladas en 1973 a alrededor de 33 000 toneladas en 1980. Rumania, que todavía carece de una moneda fuerte, se vio obligada a gastar cada vez más en importaciones de petróleo, que ascendieron a 14.143.300 toneladas en 1973, 15.000.000 toneladas en 1980, 12.900.000 toneladas en 1981, 10.900.000 toneladas en 1982, La discrepancia entre la capacidad de procesamiento de las refinerías y la posibilidad de comprar petróleo hizo que en 1984, alrededor de 35 % de la capacidad de procesamiento de la refinería no se utilizará.

### Agricultura
El Partido Comunista Rumano dirigido por Ceausescu muestra su "incapacidad para resolver los problemas de la agricultura"  que hizo de Rumania un "país con crisis alimentarias crónicas". "La política partidaria siempre trato a la agricultura y al campesinado con indiferencia e incompetencia".
Así, en la primavera de 1983, la dirección del partido promulgó nada menos que cinco decretos sobre agricultura destinados a resolver la crisis, que solo fortalecieron el control estatal. El grado de perversión anormal se ve en el preámbulo de uno de los decretos que demuestra que la crianza de ganado era todo un honor. Un decreto introdujo un nuevo sistema de compras forzadas a los ganaderos, que estában obligados a contratar animales únicamente con el Estado y venderlos al precio fijado por éste. Otra introduce severas penas, multas y prisión por el sacrificio privado de animales, así como la obligación de cada familia campesina de registrar todos los animales en el patio en el ayuntamiento. Otro decreto reguló estrictamente el precio de venta de los productos campesinos, fijándolos en un techo muy bajo.
En 1983, año de sequía, puso de prueba de la precariedad del programa de modernización cuando, si bien desde 1976 se había propuesto regar 3.200.000 hectáreas, la superficie regada en 1982 era sólo de 2.380.000 hectáreas. Como resultado, la producción de cereales en las cifras oficiales fue de sólo 20 millones de toneladas. A mediados de la década de 1980, Rumania había alcanzado una producción de 8,5 millones de toneladas de trigo (1988) y 11,9 millones de toneladas de maíz (1985), pero después de la caída del comunismo, la infraestructura agrícola estaba en declive, el riego fue robado o destruido, la flota de maquinaria agrícola se desguazó en gran parte, la superficie agrícola estaba extremadamente fragmentada, y el nivel de producción de cereales en Rumanía registrado en 2007 se situó en 7,8 millones de toneladas.
En términos de mano de obra, Rumania empleó a una gran cantidad de trabajadores agrícolas (3 millones en 1981) siendo el 28,9% de la población total empleada, practicando así una agricultura atrasada e ineficiente. Por otro lado, la cantidad de fertilizantes entregados a la agricultura por la industria química aún era insuficiente, y Rumanía todavía importaba fertilizantes y semillas de Occidente.

### Ceausescu se aísla
Durante 1989, Ceausescu se aisló cada vez más en el campo comunista. En agosto de 1989, propuso una cumbre para discutir los problemas del comunismo de Europa del Este y la "defensa del socialismo" en esos países. Sin embargo, esta propuesta es rechazada tanto por los estados del Pacto de Varsovia como por China.

### Inversiones desperdiciadas de casi $ 9 mil millones
El pico de la deuda externa de Rumania fue de 10 mil 170 millones de dólares, según la declaración de Răzvan Temeșan, jefe del Departamento de Crédito Externo del Banco Rumano de Comercio Exterior. Por otro lado, Ceausescu invirtió casi 9.000 millones de dólares en todo el mundo (Irak - 2.600 millones de dólares, Ucrania - más de 1.000 millones de dólares, Cuba - 1.000 millones de dólares, Egipto - 470 millones de dólares, Siria, Angola, Zambia, Mozambique, Libia, etc.). Rumanía construyó carreteras, pozos de petróleo, ferrocarriles, fábricas de cemento y armas, obras de riego (Irak), una ciudad ucraniana de 20.000 habitantes, Dolinska, construida íntegramente por rumanos y la colosal planta KGOKOR cerca de la ciudad que se extiende sobre 1300 hectáreas, donde su trabajo se detuvo en 1997 y se convirtió en un lugar para los ladrones de chatarra de Ucrania, donde se vendía desde armas hasta tractores o camiones, incluida la planta de cromo-níquel Las Camariocas (Cuba), refinerías, fábricas de cemento, plantas químicas, irrigación en miles de hectáreas-inversiones realizadas por Industrial Export, una empresa estatal. (Siria), carreteras, decenas de escuelas, cientos de manzanas, armas. (Libia), plantas de cemento y químicas, líneas eléctricas de alto voltaje, tuberías de suministro de agua por decenas de kilómetros (Egipto). Todos estos objetivos fueron construidos por rumanos bajo la orden de Ceausescu y resultaron ser ruinosos para Rumania porque se convirtieron en grandes deudas. En 2011 los datos oficiales hablan de la cantidad de 2.000 millones y medio de dólares que aún le faltan por recibir a Rumanía. La diferencia fue severamente reducida por convenios internacionales (Irak-80%, Mozambique-90%), el resto fue reprogramado durante muchos años por grandes sumas (Irak) o pagado por pequeñas sumas o en efectivo (Mozambique) o más a menudo en productos ( Egipto - Detergentes o insecticidas Jax y Smash, Vietnam - 18 millones de euros de arroz), o comprados por empresas especializadas en recuperación de deuda (al 5-10% del valor, 10% - Zambia, 3 millones de 30 millones) o "perdido" (Ucrania). Irak le debe a Rumanía 2.600 millones de dólares en 2005. El Club de París, el mismo tribunal que obligó a Rumanía a pagar sus deudas en 1981, le pidió la paga  del 80% de la deuda del Estado iraquí en 2005, más de 2.000 millones de dólares, y el resto de la deuda se escalonó en 23 años. con 5 años de carencia. En 2007, un acuerdo firmado redujo la deuda externa de Mozambique con Rumania en un 90%, siempre que se pagara el resto. En Ucrania, una inversión de casi mil millones de dólares ni siquiera aparece en ninguna lista oficial de recuperación. En 1990, la deuda de Siria ascendía a cien millones de dólares. Después del 89, Exportación Industrial recuperó $ 36 millones en sus propias cuentas.

### Falta de los principales bienes de consumo
Entre 1981 y 1989, la carne, los huevos y la leche no se encontraban comúnmente en las tiendas. "Las deficiencias de todo tipo, especialmente la escasez de alimentos, se habian vuelto agudas y crónicas desde el otoño de 1981". Luego se reintroducen las cartilllas de racionamiento abolidas en 1954, racionalizando el pan, la leche, el aceite, el azúcar y la carne.
La carne (pollo, cerdo, res), los huevos y la leche no se encontraban comúnmente en las tiendas. Como productos cárnicos sólo se podía encontrar pescado congelado (jurel, bacalao, merluza) o pescado fresco (carpa, carpín, perca, lucio, gallineta, guvizi -en los pueblos costeros, salami y bagre- que eran caros), conservas de pescado (ruso), cubiertos de pollo (garras y cuellos), piernas de cerdo (llamadas zapatillas), salami de soya, conchas albanesas, camarones en aceite. De vez en cuando todavía había algo de carne enlatada, órganos (pipetas, corazones), huesos de sopa y "acordeones" (costillas de cerdo, no.). Los pequeños se vendían en parques y mercados y las carnes rojas (pollo, cerdo, res) se podían comer en el restaurante a precios 4-5 veces más altos.
La gente solía comer verduras, frutas y pescados, todos ellos locales. Pollo, cerdo, res, oveja, leche, queso, mantequilla, crema agria y huevos, frutas importadas, café, arroz y harina comúnmente faltaban en las tiendas. Entre los bienes "que fueron objeto de fascinación y deseo intenso de la población" se encontraban "café, naranjas, plátanos, chocolate", "caramelos cubanos, chicles, refrescos Pepsi o Coca Cola".
"Se puede decir sin exagerar que en Rumania en los años 80, la calidad de vida se deterioró significativamente en comparación con el nivel que había alcanzado una década antes", concluye el historiador Vlad Georgescu. “Los comunistas rumanos del presidente Ceausescu han dado pocas señales de que sean conscientes de la gravedad de la situación en la que llevaron al país o de que les preocupen las formas de sacarlo de la crisis”, añadió el mismo historiador
En 1989, Ceausescu ignoro por completo la situación desastrosa del país. En sus discursos se refiere al "alto nivel de vida" alcanzado bajo su liderazgo, sin precedentes en la historia de Rumanía, y la televisión nacional muestra imágenes del líder visitando tiendas especialmente surtidas para la cámara, con estantes repletos de comida. Para enmascarar la crisis alimentaria, Iulian Mincu, médico personal de Ceausescu, inventó un programa de "alimentación racional", argumentando que no es saludable que un adulto consuma más de 3.000 calorías al día. Los alimentos básicos (azúcar, aceite, carne) se simplifican a 1 kg/mes por persona, y la población atraviesa momentos sumamente difíciles, pasando innumerables horas al día sentada en interminables colas frente a supermercados que no tenían nada que ofrecer.

### La deuda externa
En 1981, la República Socialista de Rumanía alcanzó el pico de su deuda externa, de casi 11.000 millones de dólares, quedando así en manos del FMI y de los países acreedores. Tras las negociaciones con los mayores acreedores internacionales, Nicolae Ceausescu decidió que Rumanía debería pagar sus deudas antes de lo previsto. Gran parte de la producción agrícola e industrial se destinó a la exportación, lo que condujo a la racionalización de los alimentos, y se convirtió inevitablemente en colas interminables para conseguir comida. Sin embargo, en la primavera de 1989, el presidente Nicolae Ceausescu anunció que Rumanía había saldado sus cuentas con los acreedores internacionales y que ya no estaba en deuda con nadie. Además, Rumanía incluso tuvo que recuperar deudas además tenía más de dos mil millones de dólares en sus cuentas. Sin embargo, la población se moría de hambre.

## Disidencia
Las voces más importantes de la disidencia fueron: la escritora Doina Cornea, el matemático Mihai Botez, el historiador Vlad Georgescu, el sacerdote ortodoxo Gheorghe Calciu-Dumitreasa, el escritor Dorin Tudoran, el ingeniero Radu Filipescu, el escritor Dan Petrescu, el poeta Mircea Dinescu, el ingeniero Gheorghe Ursu, el trabajador Iulius Filip, los periodistas de Free Europe, Liviu Babeș entre otros.
En enero de 1977, Paul Goma envió una carta al líder del movimiento disidente Pavel Kohout  La conocida como Carta 77, expresando su solidaridad con los disidentes checos y eslovacos. Después de solo un mes, Paul Goma y otras siete personas también dirigieron una carta abierta a la Conferencia de Seguridad y Cooperación en Belgrado en febrero de 1977, protestando contra la opresión y violación de los derechos constitucionales en Rumania. Posteriormente, la carta fue firmada por más de 200 personas, de las cuales solo se conocen algunos nombres. Los textos escritos por Paul Goma también fueron enviados a estaciones de radio occidentales, que luego los emitieron. Detenido e interrogado por la Securitate, hostigado después de su liberación, Paul Goma se ve obligado a emigrar. Esto marcó el final de la vida de disidente del escritor.
La disidencia ortodoxa se manifestó principalmente a través de los sermones pronunciados por el padre Calciu-Dumitreasa en la iglesia Radu Voda de Bucarest. Dirigidos principalmente a la juventud, rehuyeron la política para centrarse principalmente en la relación entre el ateísmo, la fe y el marxismo. Sin embargo, el régimen los consideró lo suficientemente peligrosos como para condenar a su autor, que ya había pasado 16 años en prisión (1948-1964), condenandola a diez más.
Un disenso de los trabajadores fue el establecimiento de un sindicato libre, SLMOR (Sindicato Libre de Trabajadores Rumanos, fundado en marzo de 1979) con sedes en Muntenia, Banat y Transilvania y con un total de más de 2000 miembros. El sindicato que exigió primero la concesión del derecho de asociación, luego todo tipo de derechos laborales inexistentes en las sociedades comunistas[cita requerida] , existio solo dos semanas, sus líderes así como muchos de sus miembros desaparecieron o terminaron en prisión. La creación de SLMOR se produjo apenas dos años después de la huelga de 35.000 trabajadores en el valle de Jiu (en agosto de 1977) y la dirección del partido se apresuró a sofocar el movimiento rápidamente.
Por su valentía, Radu Filipescu representa un caso especial: es quien, en 1983, imprimió y distribuyó decenas de miles de manifiestos en Bucarest llamando a la huelga general. Tal acto fue incluido por la justicia comunista en el delito de propaganda contra el orden socialista, según el artículo 166, inciso 2 del Código Penal, pero fue "recompensado" con 10 años de prisión. Liberado tres años después de intervenciones internacionales, más tarde hizo mucho para proteger a los presos políticos en prisión al popularizarlos en Occidente.
Doina Cornea fue una de las personalidades disidentes durante mucho tiempo, a partir de 1982, con una primera carta enviada a Free Europe. Preocupada al principio solo por el declive de la educación bajo el comunismo, su crítica, inspirada en la moral cristiana y las tradiciones intelectuales de entreguerras, se radicalizó después de la huelga de trabajadores en Brasov en 1987. Hasta la caída del régimen, fue una de las voces críticas más radicales, autora de un texto proponiendo un amplio programa de reformas, capaz de atraer la solidaridad de otros en la crítica que lanzaba contra el aberrante programa de sistematización.
Dorin Tudoran fue, tras el momento Goma, el primer escritor rumano que decidió, en 1982, hacer pública su actitud crítica hacia el régimen comunista, pasando rápidamente de una crítica limitada a un ataque al propio sistema. Empujado por las autoridades a emigrar en 1985, fue uno de los más activos emigrantes partidarios de la disidencia en el país a través del canal Voz de América. Más tarde, a finales de la década de 1980, junto con Vladimir Tismăneanu, contribuyó a la publicación de la primera (y única) revista dedicada a la cultura alternativa en la Rumanía comunista, conocida como "Agora".
Dan Petrescu se hizo público por primera vez a principios de 1988, pero en los dos años previos a la caída del comunismo se convirtió quizás en el crítico más prolífico y sutil del régimen de Ceausescu. Además de numerosos análisis breves sobre el sistema comunista y sus mecanismos de control, es coautor, junto con Liviu Cangeopol, de una excepcional radiografía de la Rumanía de los últimos años de la dictadura de Ceausescu. Ese texto, que fue un diálogo del tamaño de un libro, representó en ese momento la crítica más radical al comunismo rumano, que pedía un cambio en el propio sistema comunista. Basado en información directa y ejemplos tomados de la vida cotidiana, este volumen sigue siendo una fuente valiosa para el estudio del comunismo. Además, vale la pena mencionar que Dan Petrescu y Doina Cornea son cosignatarios de una carta colectiva, que exigía que Ceausescu no fuera reelegido en el 14º Congreso en noviembre de 1989.
Liviu Babeș fue un esquiador que prendió fuego a la pista de patinaje en protesta por la política de Nicolae Ceaușescu.

### Movimientos de protesta contra el régimen
- 1981: Hubo un complot militar fallido del General Ion Ionita,[28]
- Hubo una Huelga minera en el valle de Jiu en 1977
- Revuelta de los trabajadores en Brașov ( ocurrida entre el 14 y 15 de noviembre de 1987): La revuelta estalló en la Brașov Truck Company, La huelga que comenzó la noche del 14 de noviembre,continuó a la mañana siguiente con una marcha a la centro de la ciudad. La sede del comité del partido del condado quedó devastada. Las fuerzas de seguridad utilizaron gases lacrimógenos. En las semanas siguientes se produjeron manifestaciones de solidaridad con los trabajadores de Brasov. El 22 de noviembre de 1987, tres estudiantes de Brasov (Cătălin Bia, Lucian Silaghi y Horia Șerban) exhibieron frente a una cantina el Memorandum Complex con un cartel que decía "Los trabajadores arrestados no deben morir". Como resultado, fueron expulsados y deportados. El 12 de diciembre de 1987, otro grupo de estudiantes de Brasov (Mihai Torjo, Marian Brancoveanu y Marian Lupou) exigieron su liberación, escribiendo consignas en las paredes interiores de dos edificios de la Universidad de Brasov. Estos También fueron expulsados y arrestados.

Cientos de personas fueron detenidas e investigadas. Tras la investigación, 61 personas fueron condenadas. Después de los juicios del 3 de diciembre de 1987, celebrado en el Truck Enterprise Club, a los condenados se les obligó a vivir en residencias marginales, siendo expulsados de Brasov.
A diferencia de la Unión Soviética durante ese mismo período, Rumanía no tenía una gran élite privilegiada. Aparte del pequeño grupo de la familia Ceausescu, los funcionarios del gobierno a menudo rotaban de un puesto a otro y de un condado a otro, para reducir las posibilidades de que desarrollaran su propia base de apoyo. Esta política impidió el surgimiento de comunistas reformistas, como los de la era de Gorbachov en la URSS o Hungría. A diferencia de lo ocurrido en Polonia, Ceausescu luchó contra cualquier intento de huelga por los medios de represión más violentos. Rumanía fue el penúltimo régimen comunista que se derrumbó en Europa del Este y donde la caída del comunismo se volvió más violenta.[cita requerida]

## Medios de Comunicación

### La televisión
Desde 1985, las estaciones de televisión se ha redujeron a dos horas y contenían "principalmente elogios a Nicolae y Elena Ceaușescu". En estas condiciones, la mayoría de los rumanos instalaron antenas búlgaras, siendo capaces de ver canales de televisión búlgaros Algunos rumanos también lograron captar estaciones de televisión yugoslavas, pero para hacer eso había que estar más cerca de la frontera con Yugoslavia y si estabas más lejos, debías tener una antena especial. Muy pocos rumanos tenían televisores a color (la única empresa rumana en el perfil era ELECTRONICA, productora de TELECOLOR TV), debido a que eran muy caros (14.400 lei). En 1981, Rumanía se había convertido en el único país de Europa que todavía transmitía en blanco y negro, después de que los albaneses cambiaran a transmisiones en color. El 23 de agosto de 1983, se realizó la primera transmisión a color en Rumanía. Si en 1984 la proporción de programas a color era del 20% frente al blanco y negro, en 1989 los programas a color eran el 80%.

### Cinematografía
Las películas indias de "Gendarmes" y "Piedone" fueron un éxito. Las videocámaras VHS se alquilaban por la noche, o en algunas ocasiones la gente acudía en masa a alguien que tenía películas y veían películas entre todos. Algunos incluso hicieron negocios en este sentido, cobrando una tarifa por una película. La voz temblorosa de Irina Margareta Nistor fue el símbolo de las películas "Occidentales".

## Política
El marco político de la República Socialista de Rumanía era un estado socialista dirigido por un solo partido, el Partido Comunista Rumano que representaba a los trabajadores y campesinos rumanos. Todas sus reuniones legislativas tuvieron lugar en Bucarest.

## Relaciones exteriores

Ceauşescu con el presidente estadounidense Richard Nixon

La política exterior de Rumanía estaba alineada con todas las naciones que estaban en el Bloque Oriental. Haciendo que Rumanía tuviese buenas relaciones con Polonia, Hungría, Cuba, Alemania Oriental, China, Mongolia y la Unión Soviética.
Bajo Ceaușescu disfrutó de relaciones estratégicas con el Bloque Occidental como con Estados Unidos, Alemania Occidental, Reino Unido y el Movimiento de Países No Alineados, y fue el único país del Bloque del Este que no boicoteó los Juegos Olímpicos de Los Angeles 1984.
Después de la ruptura sino-soviética, Rumanía también mantuvo relaciones con China y Corea del Norte (visitando a Kim Il-sung y Pyonyang), así como con la Kampuchea Democrática gobernada por los Jemeres Rojos respaldados por China.

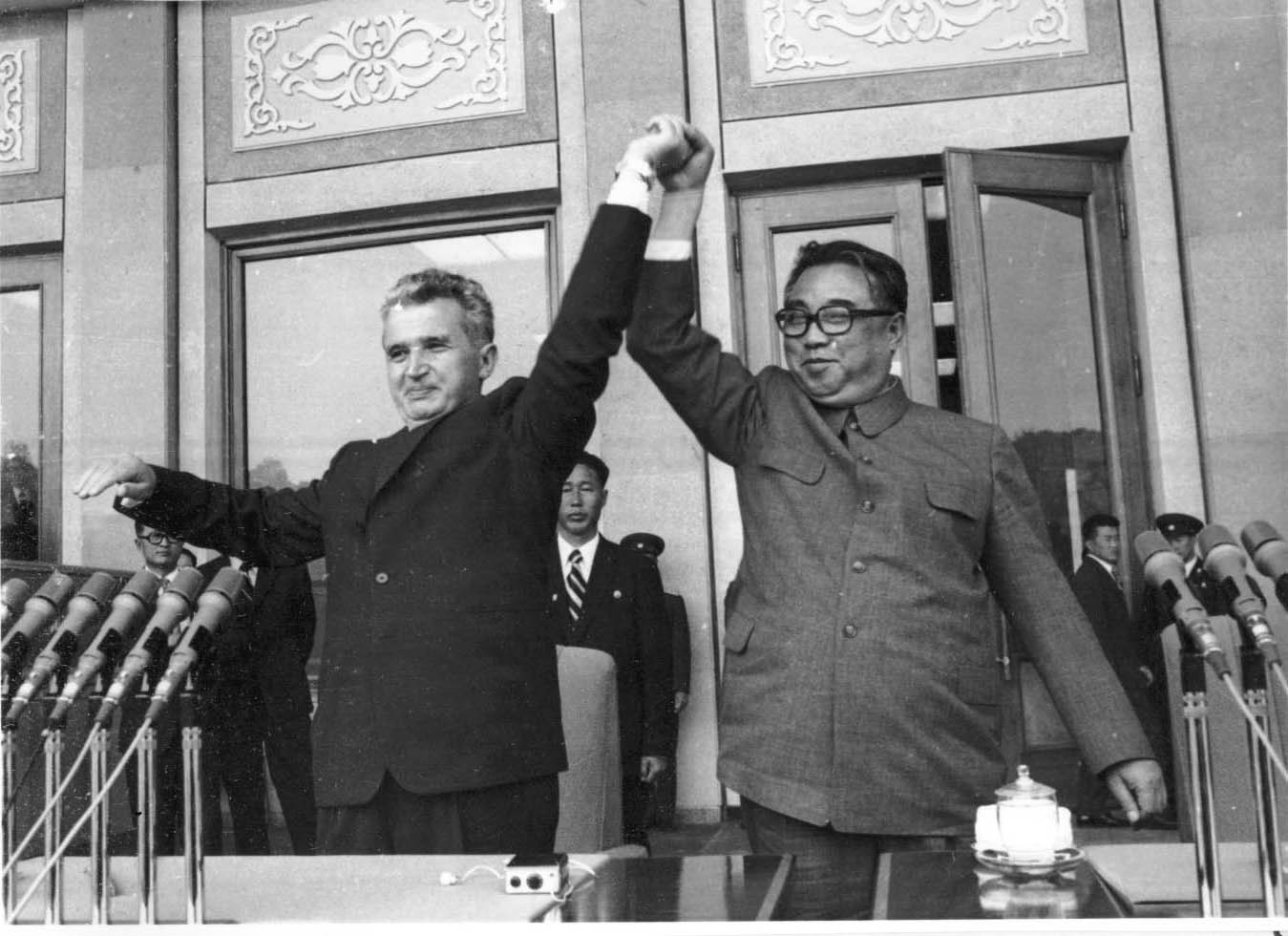
Nicolae Ceauşescu con el líder norcoreano Kim Il-sung

Rumanía se unió a las Naciones Unidas el 14 de diciembre de 1955 (ver Resolución 109 del Consejo de Seguridad de las Naciones Unidas), así como al Fondo Monetario Internacional y al Banco Mundial en 1972. En julio de 1980, Rumanía firmó un acuerdo comercial integral con la Comunidad Económica Europea; que a su vez se convirtió en la Unión Europea en 1993 cuando Rumanía se unió en 2007.

## Economía

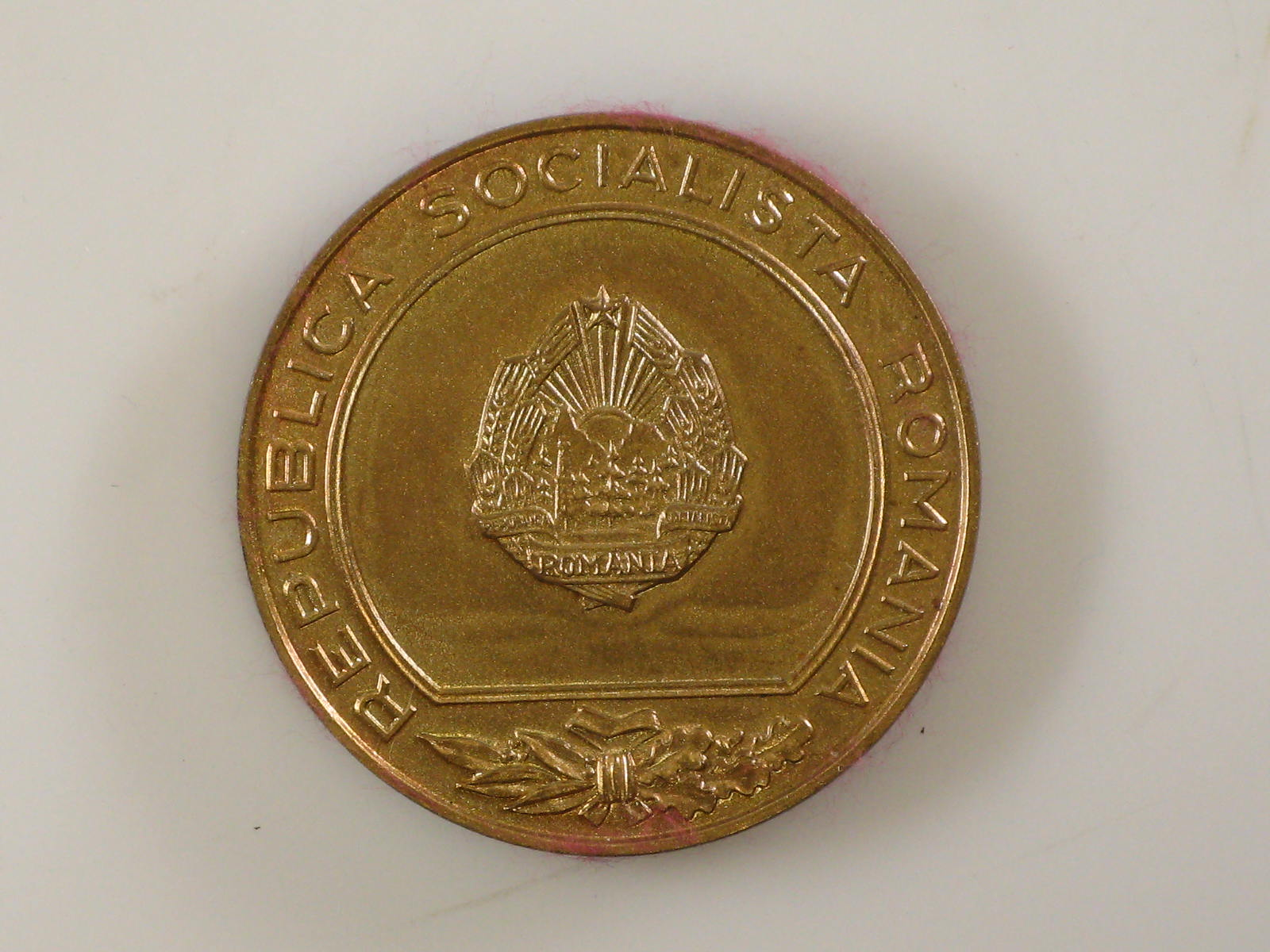
Leu de la República Socialista de Rumania.

La economía de Rumania estaba bastante centrada a la agricultura y el país estaba bastante atrasado durante el mandato dictatorial de Ion Antonescu en el Reino de Rumania, la mayoría de la población vivía en aldeas rurales y practicaban la agricultura de subsistencia para sobrevivir.
Tras el derrocamiento de Miguel I de Rumania por Gheorghe Gheorghiu-Dej y el Partido Comunista Rumano una de las principales acciones de los comunistas al llegar al poder seria una reforma agraria que colectivizaria la agricultura en el país mediante las granjas colectivas.
También se decidió nacionalizar bancos y empresas privadas del país en 1948. Las medidas de la Unión Soviética después de la Muerte de Stalin en 1953 en convertir a Rumanía en el "granero" del Bloque Oriental despertó la ira de Gheorghe Gheorghiu-Dej y el Partido Comunista Rumano que decidieron tomar un nuevo objetivo: la industrialización.
Dicho objetivo seria el que Ceauşescu seguirá  tras la muerte de Gheorghe Gheorghiu-Dej en 1965, donde el país tendría una enorme industrialización y modernización sin precedentes durante los años sesentas y los años setentas.
Durante los años sesentas y setentas la producción industrial bruta aumento en una tasa anual del 13%. Bajo Ceauşescu la industria rumana se expandió sin precedentes, basada en la industria pesada se producirían en masa maquinas de herramientas, tractores, locomotoras, autos y barcos de una gran calidad. También se enriquecerá en esta industrialización la industria petroquímica y la industria electrónica.
Gracias a las buenas relaciones de Ceauşescu y el Bloque Occidental, permitía que productos occidentales estuviesen en Rumanía desde autos, ropa y televisión. Se crearían obras públicas como carreteras, departamentos, fabricas y alcantarillas.
La tasa enorme de industrialización seria mas rápida que las de España, Grecia y Portugal y mejoraría los niveles de vida del país el cual le daba una gran importancia a los bienes de consumo en el mercado.[cita requerida]

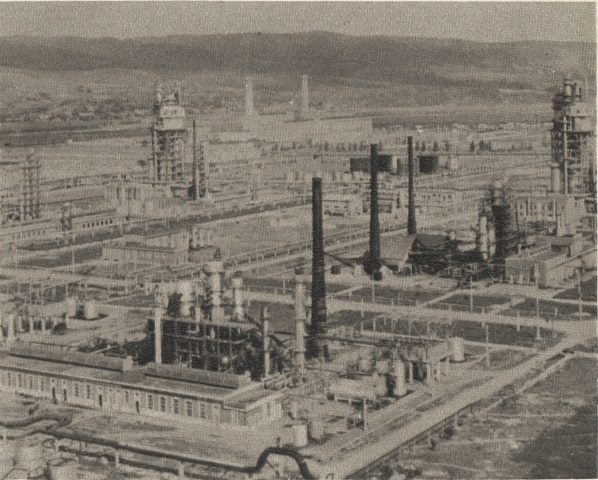
Fábrica industrial en los años sesenta.

Los éxitos del gobierno de Ceauşescu como la edad de oro que vivió el país son añorados por sus simpatizantes, la población se urbanizo, la esperanza de vida mejoro, los salarios aumentaron mas de ocho veces, se crearía un programa de construcción de viviendas, los bienes agrícolas y alimenticios eran abundantes haciendo que el consumo se hubiese multiplicado por 22.

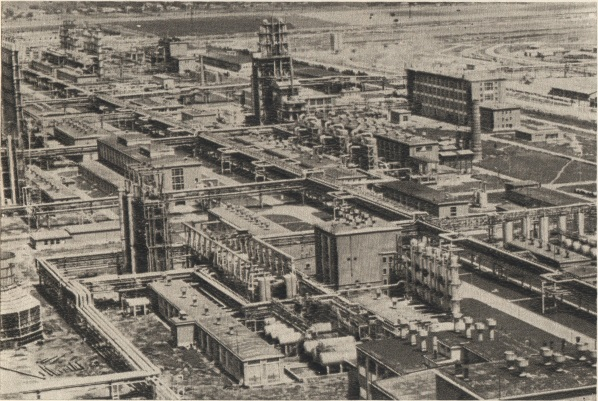
Fábrica petroquímica de los años sesenta.

Rumanía siguió progresando, las altas tasas de crecimiento y la producción de viviendas gratuitas seria una prioridad del estado. La producción alimenticia era algo para envidiar, la mecanización y quimificación de la agricultura aumento la producción agrícola, en 1950 el gobierno recogía 300kg de cereales por habitante, para 1981 era una tonelada por habitante.

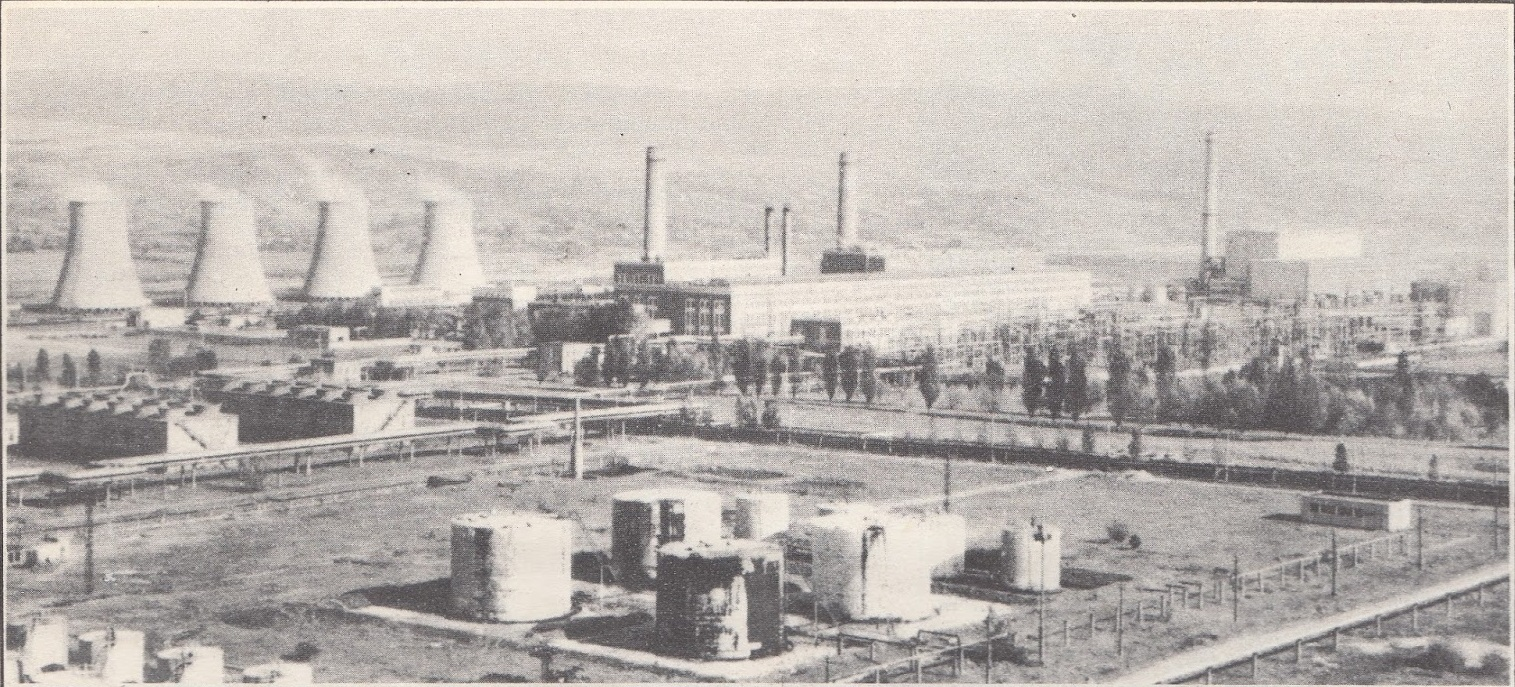
Central termoeléctrica de 1976.

La producción de carne también aumento, pasando de 29,5kg en 1950 a 100kg en los años ochentas. Pero en los años ochentas comenzaría la deuda externa en el país, haciendo que el PCR tomase medidas de racionamiento y austeridad que el gobierno promociono como una medida para bajar la deuda externa y los costos como también para "reducir la obesidad".[cita requerida]
Para 1985, la enorme capacidad de refinación de Rumanía no evitaría que los productos derivados del petróleo se racionaran estrictamente y los suministros bajaron.

## La caída del régimen de Ceausescu
El 17 de diciembre de 1989 estallaron disturbios y protestas callejeras en Timișoara, y los soldados abrieron fuego contra los manifestantes, matando a unas 100 personas. Tras acortar su visita a Irán, Ceausescu pronunció un discurso televisado el 20 de diciembre condenando los hechos de Timisoara, que consideró resultado de la intervención extranjera. Ceausescu, tras proclamar el estado de sitio, convocó una gran manifestación popular en Bucarest para el día siguiente. El Levantamiento de Timișoara se hizo conocido especialmente a través de estaciones de radio extranjeras en Yugoslavia, Hungría y la Unión Soviética, así como la estación de radio Free Europe. En la mañana del 21 de diciembre, la manifestación frente al edificio del Comité Central del PCR se convirtió en un levantamiento anticomunista, causando que el propio Ceausescu se viera obligado a huir en helicóptero después de perder el control de la multitud. Luego de que la tripulación del helicóptero presidencial se llavara a los Ceausescu cerca de la localidad de Targoviste, donde fueron arrestados, fueron detenidos en una unidad militar de esa ciudad, y luego de un juicio sumario y amañado, fueron ejecutados el 25 de diciembre de 1989, el día de navidad.

## Legado
A pesar de la prolongada crisis económica y social entre 1982 y 1989 y las siguientes medidas de austeridad;  principalmente debido al rápido y sorprendente crecimiento económico que fue seguido por el declive, muchos rumanos aún ven positivamente la era socialista de su país, mirando hacia atrás con nostalgia a una era de estabilidad y seguridad percibidas en oposición a la reciente crisis económica, la inestabilidad política, y también la corrupción poscomunista que fue resistente después de 1989, siendo considerado un problema importante en el país.
Más del 53% de los rumanos respondieron en las encuestas que preferirían vivir una vez más bajo el régimen comunista, y el 63% piensa que su vida era mejor bajo ella. El último y más largo líder gobernante del régimen comunista, Nicolae Ceaușescu, también disfruta de una gran cantidad de aprobación en las encuestas: en 2010, el 41% de los rumanos votaría por Ceaușescu, en 2014 este porcentaje alcanzó el 46%.  En diciembre de 2018, el 64% de las personas tenía una buena opinión de Ceaușescu, lo que lo convertía en el presidente con mayor aprobación de la historia del país.